# Вулісмені
35°11′26″ пн. ш. 25°43′03″ сх. д. / 35.19058° пн. ш. 25.71756° сх. д.
Вулісмені (грец. Λίμνη Βουλισμένη) —  колишнє мале озеро, яке було з'єднане з морем,  розташоване в центрі міста Айос-Ніколаос в номі Ласітіон на грецькому острові Крит.
Озеро має форму кола діаметром 137 м і глибиною 64 м. Місцеві жителі називають його просто «Озеро». Озеро з'єднується з портом міста каналом, який викопали в 1870 році.
Згідно з легендою, в цьому озері купалася богиня Афіна. 
Було повідомлено, що німецькі армії під час їх виведення з цього району під час Другої світової війни, ліквідували частину свого озброєння та транспортних засобів у глибокому озері.
Місцеві міські легенди твердять, що озеро бездонне . Це твердження ґрунтується на непропорційно великій глибині озера в порівнянні з його шириною (глибина 64 м, ширина тільки 134 м) і на тому факті, що місцеві мешканці помітили коливання на поверхні озера під час землетрусу 1956 року на острові Санторіні. Багато хто припускає можливі геологічні зв'язки двох місцевостей, але ця гіпотеза на сьогоднішній день не була підтверджена відомими науковими дослідженнями. 